# Vorwerk Vörde
Die beiden Gebäude des ehemaligen Vorwerks Vörde, Vorwerkstraße 19, südlich der Oste in der niedersächsischen Stadt Bremervörde wurden im 17. und 18. Jahrhundert gebaut. Aktuell (2025) werden sie als Wirtschaftsgebäude und als Museum genutzt.
Das Bauensemble steht unter Denkmalschutz (siehe auch Liste der Baudenkmale in Bremervörde).

## Geschichte und Beschreibung
Bremervörde war um 1000 Sitz der Wasserburg Vörde an der Oste und gehört zum Landkreis Rotenburg (Wümme). Das ehemalige befestigte Schloss Bremervörde ging aus der Burganlage hervor und war im 17. Jahrhundert die größte Schlossanlage im nördlichen Niedersachsen. Sie umfasste das Schloss, den Bezirk mit dem ehemaligen erzbischöflichen Kanzleigebäude (heute  Bachmann-Museum) und am anderen Osteufer ein großes Vorwerk mit Stall, Ballhaus und Cantzeleye. 1682 wurde das Schloss geschleift, ein Gebäude des Vorwerks blieb erhalten.
Das heutige Gebäudeensemble des Vorwerks besteht noch aus
- dem eingeschossigen traufständigen Wirtschaftsgebäude aus dem 18. Jahrhundert in Fachwerk mit geschlämmten Steinausfachungen, ziegelgedecktem Walmdach; das Haus wurde u. a. als Backhaus genutzt,[2]
- dem eingeschossigen ehemaligen Wohnhaus von 1690 (Inschrift) in Fachwerk mit Steinausfachungen und ziegelgedecktem Krüppelwalmdach; heute Heimatmuseum.[3]

Das Landesdenkmalamt befand u. a.: „… landesgeschichtlicher, gebäudetypischer und ortsbildprägender Zeugniswert ….“